# Paraskevi Tsiamita
Paraskevi Tsiamita (grško Παρασκευή Τσιαμίτα), grška atletinja, * 10. marec 1972, Volos, Grčija.
Ni nastopila na poletnih olimpijskih igrah. Na svetovnih prvenstvih je v edinem nastopu osvojila naslov prvakinje v troskoku leta 1999. Zaradi težav s poškodbami je končala kariero leta 2004.